# Los Plans (el Pont d'Orrit)
Los Plans són uns plans de muntanya del terme municipal de Tremp, dins de l'antic terme ribagorçà de Sapeira, al Pallars Jussà.
Estan situats al sud-est del Pont d'Orrit, a prop i al nord del Mas de Cocurrell, al vessant nord-occidental de la muntanya de Sant Cosme, a llevant de Partnoera.